# Léa Paci
Pour les articles homonymes, voir Paci.
Léa Paci, née le 31 juillet 1996 à Champigny-sur-Marne (Val-de-Marne) est une chanteuse française.

## Biographie
Enfant, Léa Paci pratique le théâtre pendant onze ans,. Elle se tourne naturellement vers la musique en chantant avec ses camarades avant de s'acheter une guitare, poussée par une envie d'indépendance,,. Autodidacte, elle apprend à manier cet instrument grâce à des tutoriels diffusés sur Internet,,. Elle commence alors à publier des vidéos de reprises sur YouTube, poussée par ses camarades lycéens. Contactée par les équipes de The Voice et Nouvelle Star, elle refuse de participer à ces émissions,. Elle rencontre Tristan Salvati et Yohann Malory qui deviennent ses auteurs et producteurs,. Ils réalisent ensemble une maquette qu'ils envoient à la maison de disques Elektra Records qui valide le projet et fait signer un contrat à la chanteuse en septembre 2016.
Fin 2016 sort son premier single, Pour aller où ?. Selon elle, il « symbolise le moment où l'on aimerait être soutenu et que l'on ne l'est pas », le passage de l'adolescence à l'âge adulte. Cette dualité est mise en lumière par le clip vidéo tourné à Paris qui alterne des passages en couleur et d'autres en noir et blanc, qui symbolisent la mélancolie des paroles. Il est suivi par un deuxième single, Adolescente pirate, qui sort début 2017. Mêlant encore une fois chanson française et électro-pop, cette chanson est accompagnée d'un clip vidéo avec des effets kaléidoscopiques. Elle défend ses premiers titres sur scène, notamment en première partie de Zaho et Christophe Maé au Palais des sports de Paris,.
Son premier album, Chapitre I, sort le 23 juin 2017,. Elle est nommée dans la catégorie « révélation francophone de l'année » lors de la dix-septième édition des NRJ Music Awards et se produit en première partie du chanteur Claudio Capéo.
En 2018, après Get Up en duo avec le groupe Diva Faune, elle sort un nouveau single, On prend des notes, qui est le premier single extrait de son deuxième album en préparation.
En 2020, elle participe au single Et toi écrit par le groupe Leonie.
Léa Paci annonce sur son compte Instagram le 16 septembre 2021 qu'elle a décidé de prendre un nouveau chemin dans sa vie et de continuer en tant qu'artiste indépendante, à la suite d'un mal-être ressenti depuis quelque temps. Elle doit renoncer aux chansons qui devaient composer son album Chapitre II et continuer sa route seule. Elle sort Sombres rêves le 1er octobre 2021, un nouveau single retraçant les moments difficiles qu'elle a vécus ces derniers mois.

## Discographie

### Album
- 2017 : Chapitre I

### Singles
- 2016 : Pour aller où ?
- 2017 : Adolescente pirate
- 2018 : Get Up (Diva Faune feat. Léa Paci)
- 2018 : On prend des notes
- 2019 : À nos folies
- 2020 : Ne reste pas de glace
- 2021 : Sombres rêves

### Participations
- 2019 : Single Cold issu de l'album Once Upon a Mind de James Blunt.
- 2020 : Single Et toi écrit par le groupe Leonie[10].
- 2021 : Single J't'emmène au vent en collaboration avec Tigarah.

## Nomination
- 19e cérémonie des NRJ Music Awards : révélation francophone de l'année.